# یوشو (جی‌لین)
یوشو (به چینی: 榆树市) یک شهر (در سطح شهرستان) در چین است که در تابعیت شهر چانگچون (شهر در سطح ولایت)، استان جی‌لین واقع شده‌است.
یوشو ۴٬۷۱۲٫۴۹ کیلومتر مربع مساحت و ۸۳۶٬۰۹۸ نفر جمعیت دارد.

## خواهرخوانده
شهر سن برناردینو، کالیفرنیا خواهرخواندهٔ یوشو، جیلین هست.

## تقسیمات اداری
شهر یوشو به ۴ ناحیه، ۱۵ شهرک، ۸ قصبه، و ۱ قصبه قومیتی (برای کره‌ای‌ها) تابعه تقسیم شده است. 
- ناحیه پئی‌یینگ (培英街道، Péiyīng jiēdào)
- ناحیه چنگ‌جیاو (حومه‌ای) (城郊街道، Chéngjiāo jiēdào)
- ناحیه ژنگ‌یانگ (正阳街道، Zhèngyáng jiēdào)
- ناحیه هواچانگ (华昌街道، Huáchāng jiēdào)

- شهرک باوشوو (保寿镇، Bǎoshòu zhèn)
- شهرک توچیاو (土桥镇، Tǔqiáo zhèn)
- شهرک داپو (大坡镇، Dàpō zhèn)
- شهرک دالینگ (大岭镇، Dàlǐng zhèn)
- شهرک سی‌هه (泗河镇، Sìhé zhèn)
- شهرک شماره ۸ (باهاو) (八号镇، Bāhào zhèn)
- شهرک شین‌ژوانگ (新庄镇، Xīnzhuāng zhèn)
- شهرک شین‌لی (新立镇، Xīnlì zhèn)
- شهرک شیوشوی (秀水镇، Xiùshuǐ zhèn)
- شهرک گونگ‌پنگ (弓棚镇، Gōngpéng zhèn)
- شهرک لیوجیا (刘家镇، Liújiā zhèn)
- شهرک مین‌جیا (闵家镇، Mǐnjiā zhèn)
- شهرک ووکه‌شو (五棵树镇، Wǔkēshù zhèn)
- شهرک هئی‌لین (黑林镇، Hēilín zhèn)
- شهرک یوجیا (于家镇، Yújiā zhèn)

- قصبه اِن‌یو (恩育乡، Ēnyù xiāng)
- قصبه تای‌آن (太安乡، Tài'ān xiāng)
- قصبه چنگ‌فا (城发乡، Chéngfā xiāng)
- قصبه چینگ‌شان (青山乡، Qīngshān xiāng)
- قصبه شیان‌فنگ (先锋乡، Xiānfēng xiāng)
- قصبه هوان‌چنگ (دورشهر) (环城乡، Huánchéng xiāng)
- قصبه هونگ‌شینگ (ستارهٔ سرخ) (红星乡، Hóngxīng xiāng)
- قصبه یومین (育民乡، Yùmín xiāng)

- ‌ قصبه قومیتی کره‌ای یان‌هه/یون‌هوا (延和朝鲜族乡، Yánhé cháoxiǎnzú xiāng)(연화조선족향، Yŏnhwa josŏnjok hyang)